# Villeneuve (Aveyron)
Villeneuve é uma comuna francesa na região administrativa de Occitânia, no departamento de Aveyron. Estende-se por uma área de 65,30 km². Em 2010 a comuna tinha 2 034 habitantes (densidade: 31,1 hab./km²).